# Chained
A Chained a hetedik At Vance-stúdióalbum, és egyben a második, amit Mats Levénnel vettel fel. A lemez érdekessége, hogy Lenk nem teljesen egyedül írta a saját szerzeményeket, hanem Levén-nel közösen. A lemez felépítése azonban még így sem okozott nagy meglepetést. A dalok között szép számmal találunk saját számokat (a 13-ból 10). Ekkorra a Vivaldi-féle Négy Évszakból már csak az „Ősz-tétel” hiányzik. A lemez felvétele azonban nem volt zökkenőmentes.  Egy évvel a Chained megjelenése előtt Rainald König (ritmusgitár), Jürgen „Sledgehammer” Lucas (dob) és az újonnan csatlakozott Sascha Feldmann (basszusgitár) is kilépett a csapatból. Lenk villámgyorsan kerített egy ritmusgitárost (John ABC Smith), de dobost csak 2005-ben tudott előállítani, Mark Cross személyében. Gyakorlatilag az egész At vance átalakult, nem volt basszusgitáros. Azonban még így is nagy volt a feszültség, rengeteg nézeteltérés alakult ki a tagok között, amin a turné sem segített. Először Levén jelezte Lenk-nek, hogy kilép, aki erre rá is bólintott. Majd kis idő múlva Lenk megelégelte a sok marakodást, és a maradék tagokat kirúgta. Így az At vance gyakorlatilag feloszlott. Mindezek ellenére a Chained felküzdötte magát a skandináv listákra.

## Dalok
1. Rise From The Fall 4:22
2. Heaven 4:43
3. Tell Me 3:37
4. Chained 5:21
5. Who’s Foolin’ Who (Bónusz szám) 6:03
6. Now Or Never 3:27
7. Two Hearts 4:06
8. Invention no. 13 (Bach feldolgozás) 1:17
9. Run / Leave 4:20
10. Live For The Sacred 5:06
11. Four Seasons – Winter Theme (Vivaldi feldolgozás) 3:43
12. Run For Your Life 3:17
13. Flight Of The Bumblebee (Nikolai Rimsky-Korsakov feldolgozás) 1:23

## Az együttes tagjai
- Mats Levén - ének
- Olaf Lenk - szólógitár, billentyűs hangszerek
- John ABC Smith - ritmusgitár
- Jochen Schnur - basszusgitár
- Mark Cross - dob